# 曽於弥五郎インターチェンジ
曽於弥五郎インターチェンジ（そおやごろうインターチェンジ）は、鹿児島県曽於市大隅町岩川にある東九州自動車道のインターチェンジ。

## 概要

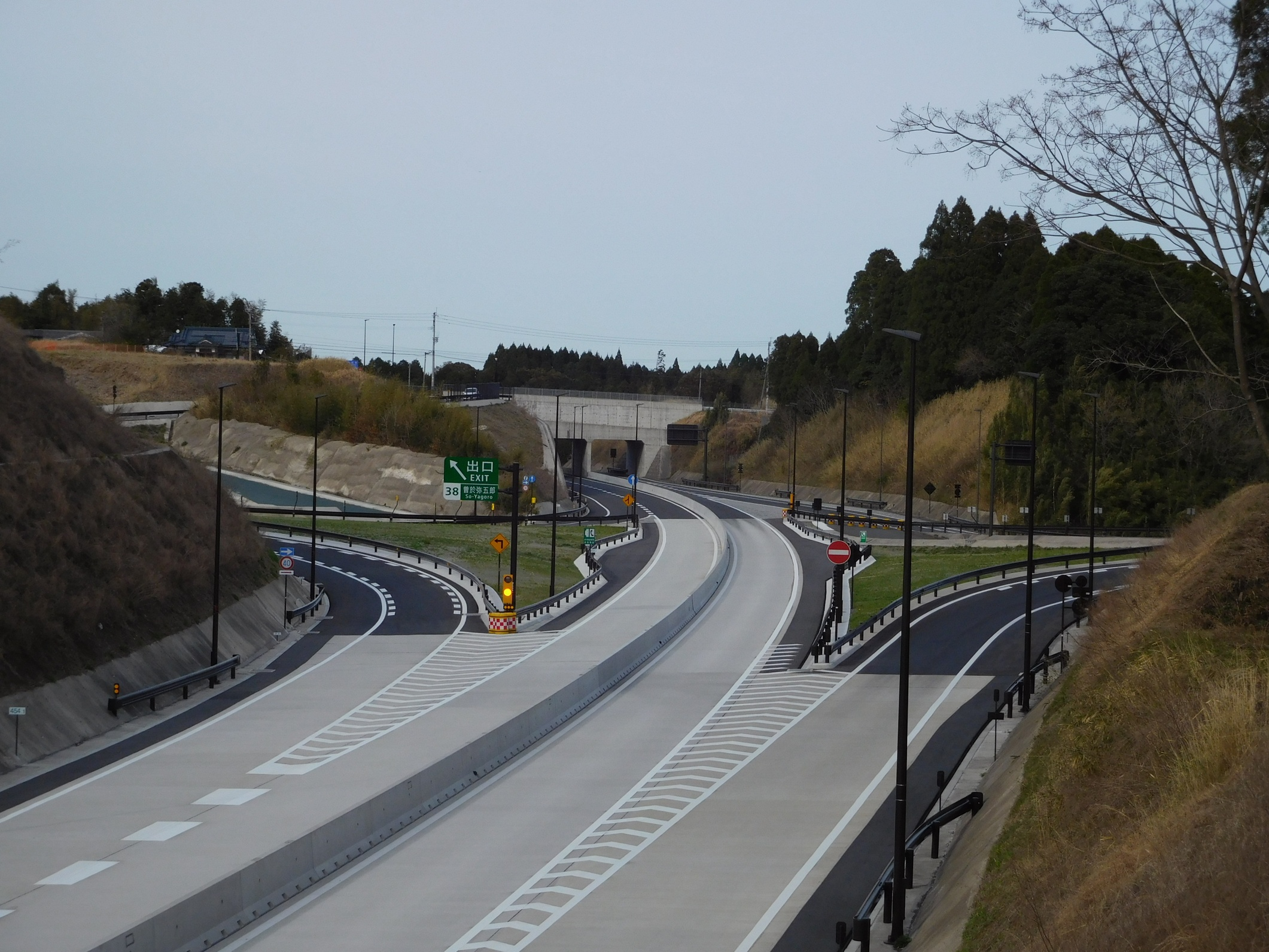
加治木JCT方面を望む（2015年3月撮影）

2010年3月14日17時に曽於弥五郎IC - 末吉財部IC間が開通し、供用を開始した。新直轄方式による開通となるため、下り方面は末吉財部ICまでの区間が無料で通行できる。上りの鹿屋串良JCT方面は2014年12月21日に開通した。
曽於弥五郎IC - 末吉財部IC間は2000年度着工。計画当初は大隅インターチェンジという仮称で、2009年4月28日に名称を曽於弥五郎ICに決定した。「弥五郎」とは曽於市大隅町岩川に伝わる伝説の巨人「弥五郎どん」のこと。

## 歴史
- 2009年（平成21年）4月28日：ICの名称を「大隅IC」から「曽於弥五郎IC」に正式決定[6]。
- 2010年（平成22年）3月14日：曽於弥五郎IC - 末吉財部IC間開通に伴い、供用開始[1][2]。
- 2014年（平成26年）12月21日：鹿屋串良JCT - 曽於弥五郎IC間開通[3][4][5]。

## 周辺
インターチェンジから東に程近いところが旧・大隅町（岩川）の中心部。同地区には国・県の出先機関もおかれている。
- 曽於市大隅支所（旧・大隅町役場）
- 大隅郷土館
- 道の駅おおすみ弥五郎伝説の里
- 大隅合同庁舎（国）
- 鹿児島県大隅地域振興局曽於庁舎

## 接続する道路
- 直接接続
  - 鹿児島県道71号垂水南之郷線

## ギャラリー

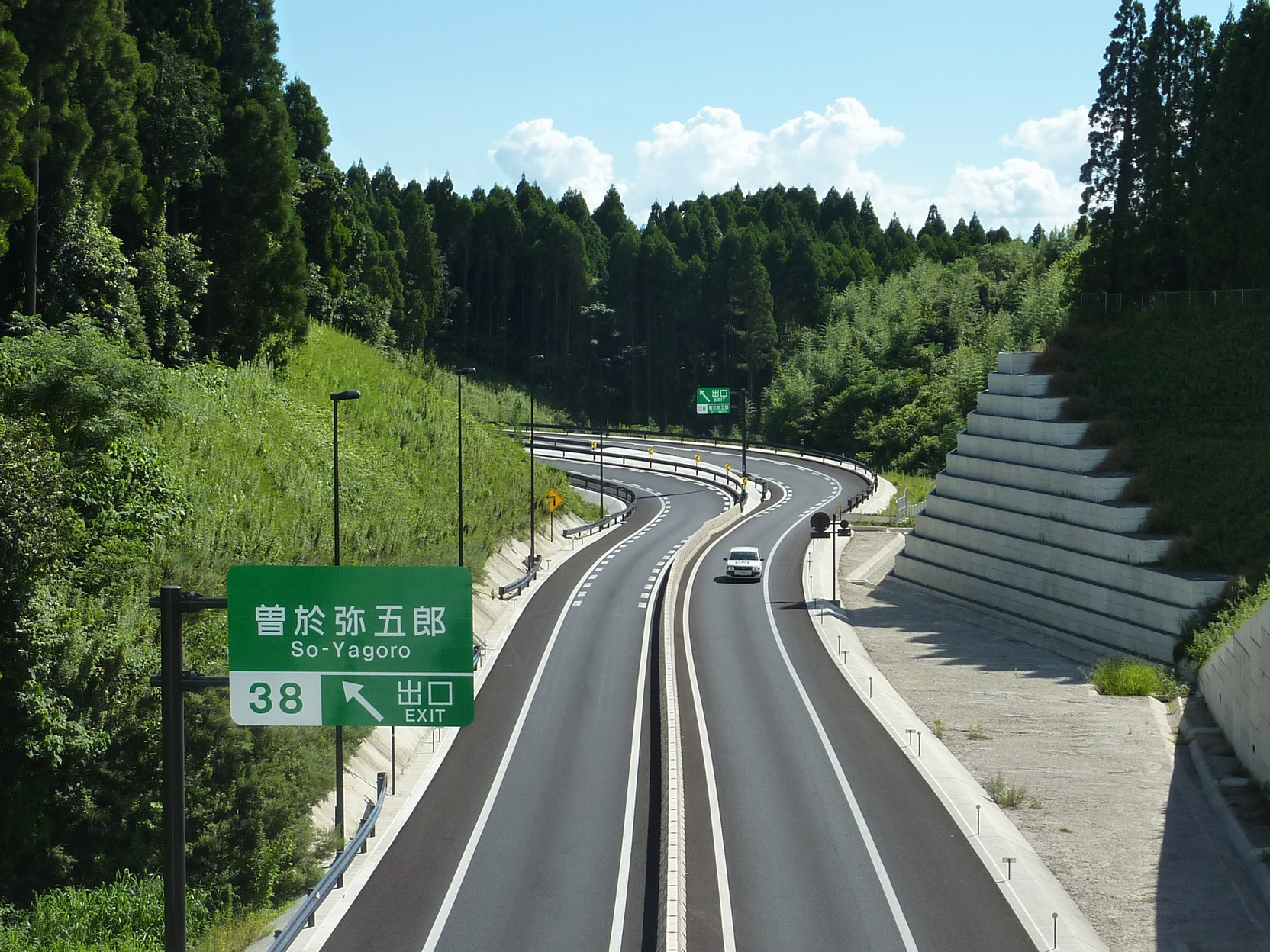
2010年9月時点の概観
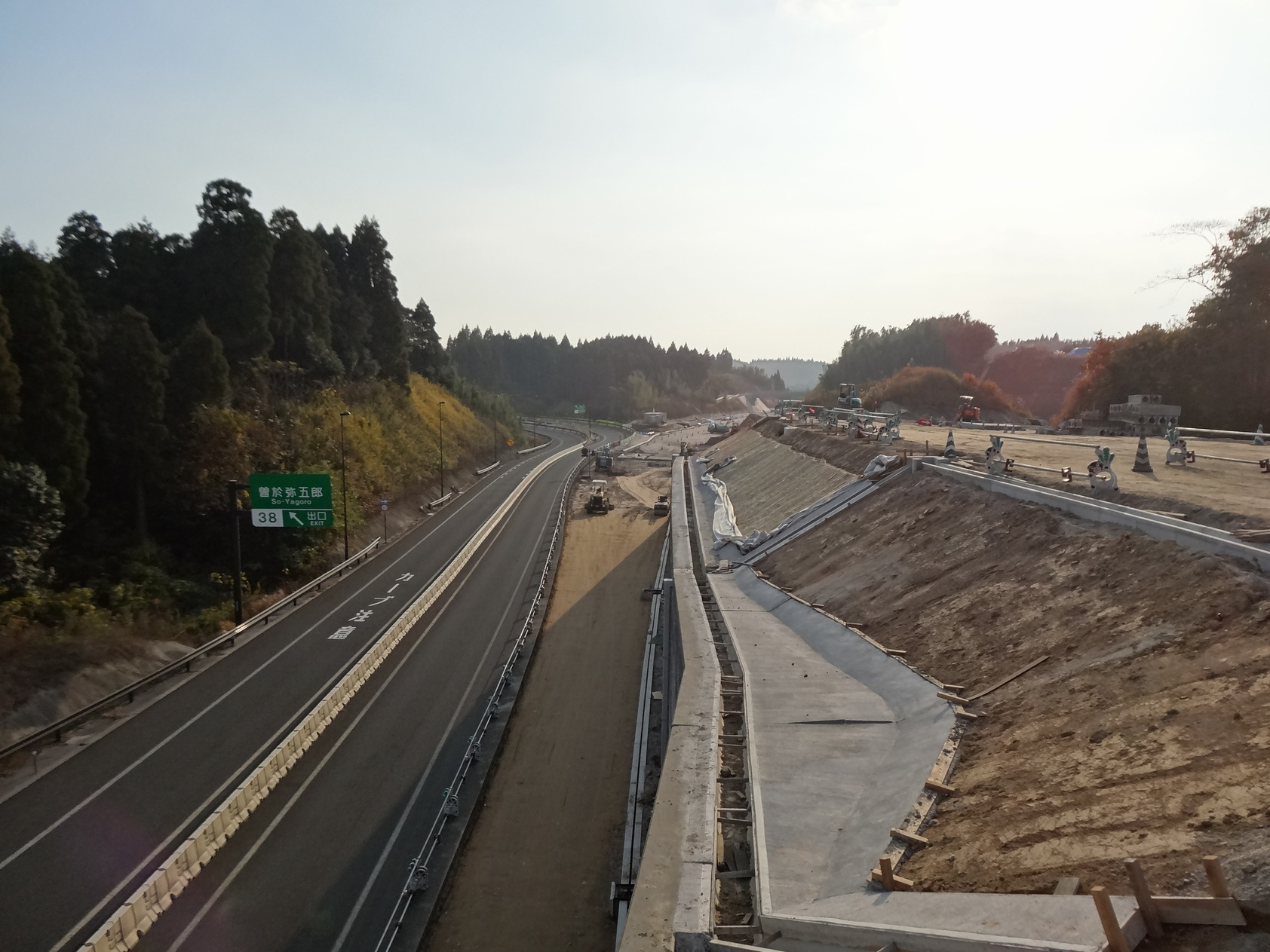
2013年12月時点の概観。鹿屋方面への延伸に対応する工事が行われている
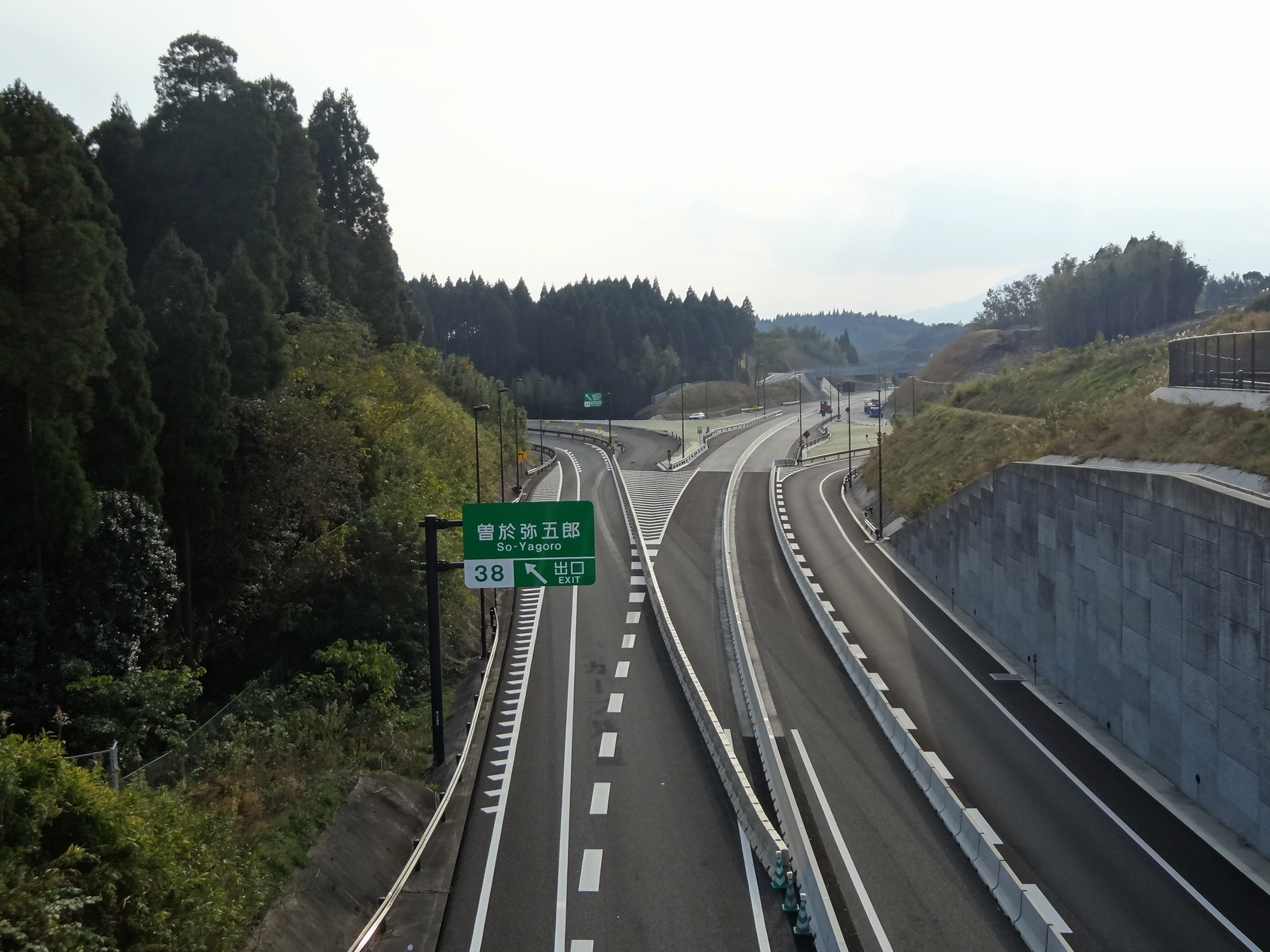
2014年11月時点の概観
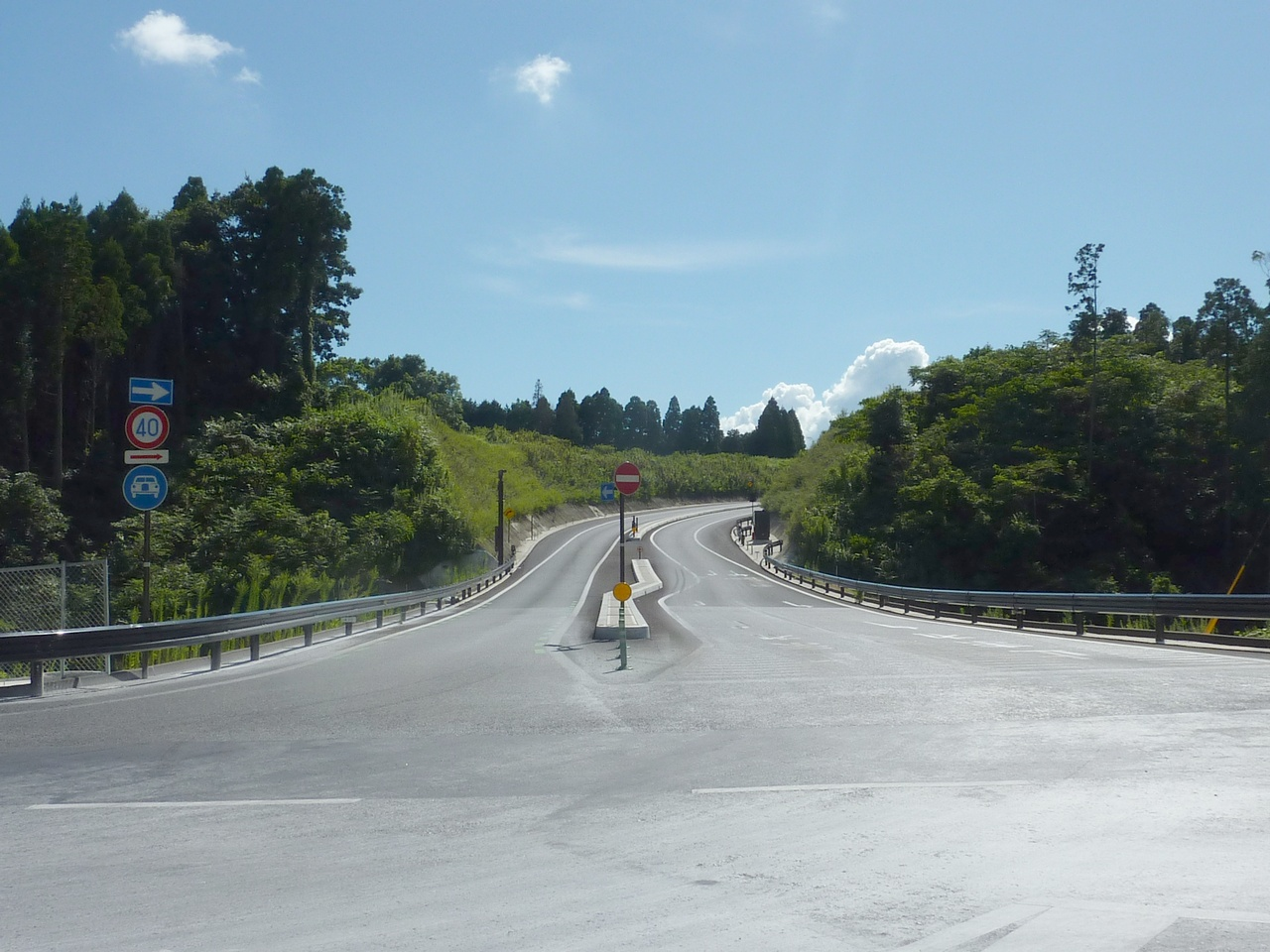
2010年9月時点の出入口（鹿屋方面の延伸後は左側が鹿屋方面への入口・右側が国分方面からの出口となっている）
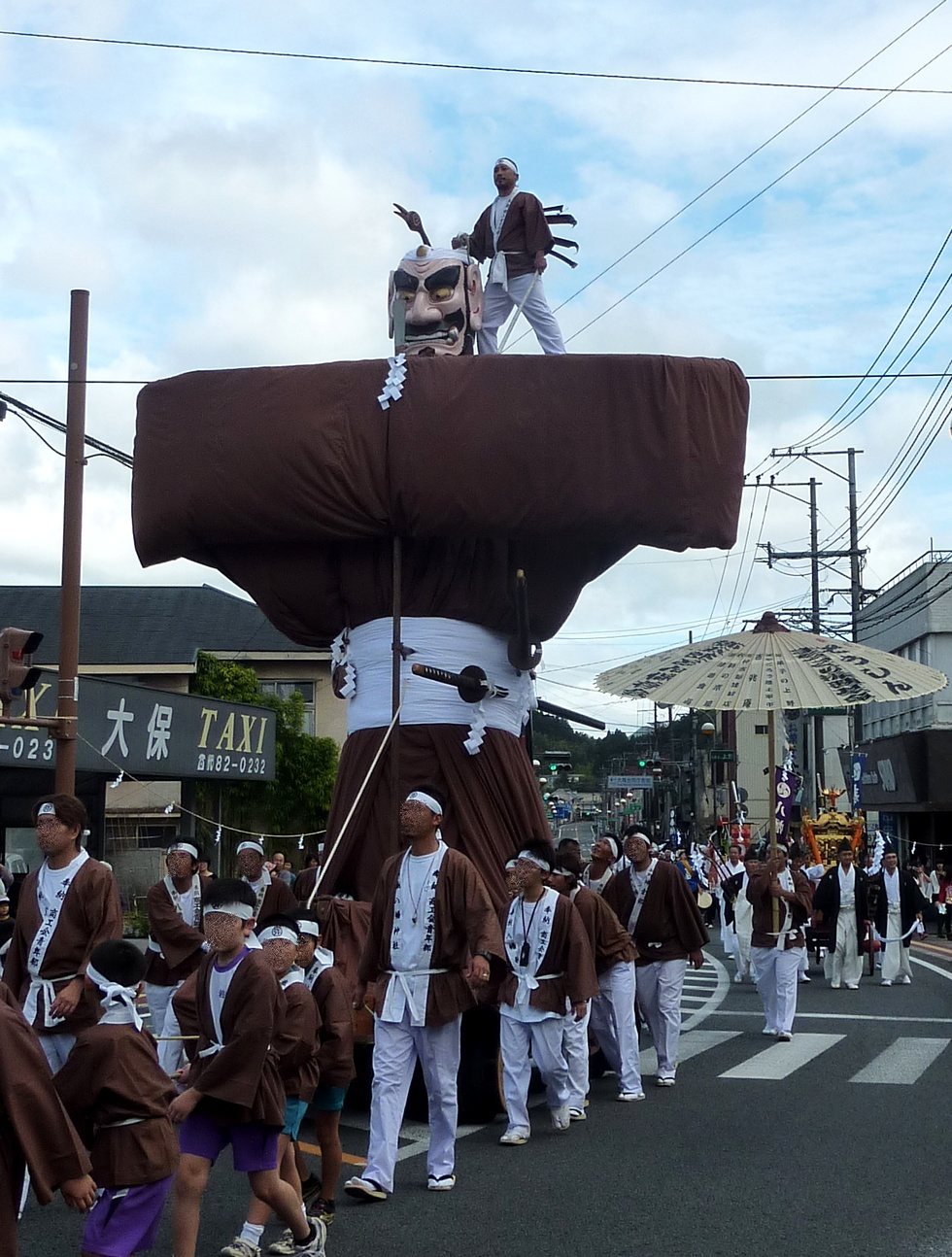
インターチェンジ名の由来となった「弥五郎どん」

## 隣
E78 東九州自動車道
(37)鹿屋串良JCT - (37-1)野方IC/道の駅野方あらさの - (38)曽於弥五郎IC - (39)末吉財部IC